# Liopropoma rubre
Espèce
Liopropoma rubre est un poisson d'eau de mer de la famille des Serranidae.

## Description
- Taille : 10 cm.
- Répartition : sud de la Floride, Bahamas et nord de l'Amérique du Sud.
- Couleur : rouge rayé longitudinalement par quatre traits noirs.
- C'est une espèce recherchée par les aquariophiles.

## Philatélie
Ce poisson figure sur une émission de Cuba de 1999 (valeur faciale : 15 c.).